# Rebeca Andrade
Rebeca Rodrigues de Andrade, född 8 maj 1999, är en brasiliansk gymnast.
Vid olympiska sommarspelen 2016 i Rio de Janeiro var Andrade en del av Brasiliens lag som slutade på åttonde plats i lagmångkampen. Hon slutade även på 11:e plats i den individuella mångkampen.
Vid olympiska sommarspelen 2020 i Tokyo tog Andrade silver i den individuella mångkampen.